# Diocesi di Cufruta
La diocesi di Cufruta (in latino Dioecesis Cufrutensis) è una sede soppressa e sede titolare della Chiesa cattolica.

## Storia
Cufruta, nell'odierna Tunisia, è un'antica sede episcopale della provincia romana di Bizacena.
Sono due i vescovi noti di questa diocesi. Alla conferenza di Cartagine del 411, che vide riuniti assieme i vescovi cattolici e donatisti dell'Africa romana, prese parte il cattolico Feliciano. Cufruta in quel momento non aveva un vescovo donatista, poiché quello in carica era appena stato deposto e non era ancora stato nominato il suo successore.  Feliciano era ancora presente al concilio cartaginese del 25 agosto 403, dove fu uno dei quattro legati della Bizacena a questa riunione episcopale.
Il secondo vescovo è Eliodoro, il cui nome figura al 62º posto nella lista dei vescovi della Bizacena convocati a Cartagine dal re vandalo Unerico nel 484; Eliodoro, come tutti gli altri vescovi cattolici africani, fu condannato all'esilio.
Dal 1933 Cufruta è annoverata tra le sedi vescovili titolari della Chiesa cattolica; la sede è vacante dal 5 aprile 2025.

## Cronotassi

### Vescovi
- Feliciano † (prima del 403 - dopo il 411)
- Eliodoro † (menzionato nel 484)

### Vescovi titolari
- Stanislaus Joseph Brzana † (24 maggio 1964 - 22 ottobre 1968 nominato vescovo di Ogdensburg)
- József Kacziba † (10 gennaio 1969 - 31 agosto 1989 deceduto)
- Tadeusz Pieronek † (25 marzo 1992 - 27 dicembre 2018 deceduto)
- Arkadiusz Okroj (12 febbraio 2019 - 5 aprile 2025 nominato vescovo di Toruń)